# Liste des chapitres de Hōzuki no reitetsu
Cet article est un complément de l'article sur le manga Hōzuki no reitetsu de Natsumi Eguchi. Il contient la liste des 31 volumes du manga.
La série est prépubliée dans le Morning de l'éditeur Kōdansha à partir du numéro 14 de l'année 2011 sorti le 3 mars 2011 et se termine avec le 271e chapitre paru dans le numéro 6 de l'année 2020 du même magazine sorti le 9 janvier 2020. Kōdansha publie les chapitres sous le format tankōbon avec un total de 31 volumes, sortis entre le 23 mai 2011 et le 23 septembre 2020,. 
Une série dérivée intitulée Shiro no Ashiato par Monaka Shiba est prépubliée sous format yonkoma dans le magazine Nakayoshi de Kōdansha du 1er décembre 2015 au 3 avril 2020,. Le premier volume relié est paru le 22 novembre 2016; et le cinquième et dernier volume est paru le 23 septembre 2020,.

## Liste des volumes

### Hōzuki no reitetsu

#### Volumes 1 à 10
| no | Japonais         | Japonais                                                                 | Français        | Français          |
| no | Date de sortie   | ISBN                                                                     | Date de sortie  | ISBN              |
| --- | ---------------- | ------------------------------------------------------------------------ | --------------- | ----------------- |
| 1 | 23 mai 2011      | 978-4-06-387017-6                                                        | 15 avril 2022   | 978-2-38-316133-2 |
| Liste des chapitres : - Chapitre 1 : L'Oni face à son ennemi juré - L'ultime affrontement des Enfers (鬼vs.宿敵 地獄大一番, Oni VS Shukuteki jigoku daiichiban) - Chapitre 2 : Shiro en apprend tous les jours (シロ、日々勉強, Shiro, hibi benkyō) - Chapitre 3 : Mystérieuses découvertes des Enfers (地獄不思議発見, Jigoku fushigi hakken) - Chapitre 4 : Hakutaku (白澤, Hakutaku) - Chapitre 5 : Les racines de la discorde (いかにして彼らの確執は生まれたか, Ikani shite karera no kakushitsu wa umareta ka) - Chapitre 6 : L'Oni, les dessous et le crabe (鬼のパンツとカニ, Oni no pantsu to kani) - Bonus de fin : Échos infernaux et autres curiosités (地獄の沙汰とあれやこれ, Jigoku no sata to are ya kore) - Supplément exclusif : Un conte japonais : Momotarô, le garçon à la pêche |                  |                                                                          |                 |                   |
| 2 | 23 août 2011     | 978-4-06-387035-0                                                        | 13 juillet 2022 | 978-2-38-316238-4 |
| Liste des chapitres : - Chapitre 7 : 地獄四谷タクシー怪談 (Jigoku Yotsuya takushī kaidan) - Chapitre 8 : 三匹が逝く！ (San-biki ga iku!) - Chapitre 9 : 龍虎の二重奏 (Ryūko no nijūsō) - Chapitre 10 : 精神的運動会 (Seishin teki undōkai) - Chapitre 11 : ニャパラッチ (Nyaparatchi) - Chapitre 12 : 地獄アイドル ピーチ・マキ (Jigoku aidoru pīchi maki) - Chapitre spécial : sata.2新（獄）卒 (sata.2 shin (goku) sotsu) - Chapitre spécial 2 : sata.3雑談閻魔大王 (sata.3 zatsudan Emma Daiō) - Bonus de fin : 日本あの世大学 地獄学部 神話学科 日本学専攻 (Nihon anoyo daigaku jigoku gakubu shinwa gakka Nihon-gaku senkō) |                  |                                                                          |                 |                   |
| 3 | 22 novembre 2011 | 978-4-06-387061-9                                                        | 28 octobre 2022 | 978-2-38-316362-6 |
| Liste des chapitres : - Chapitre 13 : 男と女と衆合地獄 (Otome no shūgō jigoku) - Chapitre 14 : 地獄式鍼灸術 (Jigoku-shiki shinkyū-jutsu) - Chapitre 15 : かちかぢごく (Kachi ka ji goku) - Chapitre 16 : 酒と女でダメになる究極の例 (Sake to on'na de dameninaru kyūkyoku no rei) - Chapitre 17 : 溢れ返ってきたヨッパライ (Afure kaettekita yopparai) - Chapitre 18 : 浄玻璃鏡で見る現世 (Jōhari kamera de miru utsushiyo) - Chapitre 19 : えげつなき戦い (Egetsunaki tatakai) - Chapitre 20 : 美形ほどないものねだりをする (Bikei hodo naimononedari o suru) - Chapitre spécial : sata.4右腕のブルース (sata.4 migiude no burūsu) - Chapitre spécial 2 : sata.5右腕のブルース再び (sata.5 migiude no burūsu futatabi)                                                                               |                  |                                                                          |                 |                   |
| 4 | 23 février 2012  | 978-4-06-387086-2                                                        |                 |                   |
| Liste des chapitres : - Chapitre 21 : 地獄三十六景 (Jigoku sanjūrokkei) - Chapitre 22 : 十王の晩餐 (Jū-ō no bansan) - Chapitre 23 : 盂蘭盆地獄祭 (Ura bon jigoku-sai) - Chapitre 24 : レディ・リリス (Redi ririsu) - Chapitre 25 : プライドの男 (Puraido no otoko) - Chapitre 26 : 一寸だった法師 (Issundatta hōshi) - Chapitre 27 : ダイエットは地獄みたいなもの (Daietto wa jigoku mitaina mono) - Chapitre 28 : 中国現世に妖怪が広まった訳 (Chūgoku utsushiyo ni yōkai ga hiromatta wake) - Chapitre 29 : お山の泥沼姉妹 (Oyama no doronuma shimai) |                  |                                                                          |                 |                   |
| 5 | 23 mai 2012      | 978-4-06-387110-4 (édition standard) 978-4-06-362217-1 (édition limitée) |                 |                   |
| Liste des chapitres : - Chapitre 30 : 賽の河原の攻防 (Sai no kawara no kōbō) - Chapitre 31 : 大判小判 (Ōban koban) - Chapitre 32 : マニアと非マニアの温度差 (Mania to hi mania no ondo-sa) - Chapitre 33 : 地獄定例会議 (Jigoku teirei kaigi) - Chapitre 34 : シロの一日 (Shiro no tsuitachi) - Chapitre 35 : 東西異同 (Tōzai idō) - Chapitre 36 : 芸術は爆発か？ (Geijutsu wa bakuhatsu ka?) - Chapitre 37 : 神代あの世革命 (Jindai anoyo kakumei) - Chapitre 38 : 未確認動物確認 (Mi kakunin dōbutsu kakunin) |                  |                                                                          |                 |                   |
| 6 | 23 août 2012     | 978-4-06-387135-7 (édition standard) 978-4-06-362229-4 (édition limitée) |                 |                   |
| Liste des chapitres : - Chapitre 39 : 野干の適所 (Yakan no tekisho) - Chapitre 40 : 茹づ柚湯 (Yuzu Yuzu yu) - Chapitre 41 : 小野篁 (Ononotakamura) - Chapitre 42 : ミッション：ポッシブル (Misshon: Posshiburu) - Chapitre 43 : 三者三様の男 (Sanshasan'yō no otoko) - Chapitre 44 : 恐竜だって死んでいる (Kyōryū datte shinde iru) - Chapitre 45 : 福豆カカオ (Fukumame kakao) - Chapitre 46 : プリンセスサクヤのショータイム (Purinsesusakuya no shōtaimu) - Chapitre 47 : オシャレはバランス (Oshare wa baransu) |                  |                                                                          |                 |                   |
| 7 | 22 novembre 2012 | 978-4-06-387159-3                                                        |                 |                   |
| Liste des chapitres : - Chapitre 48 : 注文の多い地獄と犬猫の背比べ (Chūmon no ōi jigoku to inu neko no se kurabe) - Chapitre 49 : 烏天狗警察24時 (Karasutengu keisatsu 24-ji) - Chapitre 50 : ルリオの話 (Rurio no hanashi) - Chapitre 51 : ワーカホリックと匠の境 (Wākahorikku to takumi no sakai) - Chapitre 52 : レディはお買い物がお好き (Redi wa kaimono ga o suki) - Chapitre 53 : エイガノハナシ～金魚の楽屋～ (Eiga no hanashi ~ kingyo no gakuya ~) - Chapitre 54 : 正式名称は知らんがそこそこよく見るあの技 (Seishiki meishō wa shiranga sokosoko yoku miru ano waza) - Chapitre 55 : 恨み女の呪い事 (Urami on'na no majinaigoto) - Chapitre 56 : 雪鬼 (Yuki oni) |                  |                                                                          |                 |                   |
| 8 | 22 février 2013  | 978-4-06-387190-6                                                        |                 |                   |
| Liste des chapitres : - Chapitre 57 : 八寒地獄 (Hachikanjigoku) - Chapitre 58 : 似てるっちゃあ似てる (Niterucchā niteru) - Chapitre 59 : 篁の変人 (Takamura no henjin) - Chapitre 60 : (幽霊＝亡者＝人間) - Chapitre 61 : 浦島さんちの曖昧太郎 (Urashima-san Chino aimai Tarō) - Chapitre 62 : 誹謗の地獄 (Hibō no jigoku) - Chapitre 63 : 五官王の第一補佐官 (Gokan'ō no dai ichi hosa-kan) - Chapitre 64 : おさるの柿助 (O saru no kaki suke) - Chapitre 65 : レディ・リリスのギリシャツアー (Redi ririsu no girishatsuā) |                  |                                                                          |                 |                   |
| 9 | 23 mai 2013      | 978-4-06-387212-5                                                        |                 |                   |
| Liste des chapitres : - Chapitre 66 : 座敷童子 (Zashiki-warashi) - Chapitre 67 : 家族 (Kazoku) - Chapitre 68 : メシア復活 (Meshia fukkatsu) - Chapitre 69 : 座敷童子攻略法 (Zashiki-warashi kōryaku-hō) - Chapitre 70 : 葛 (Kuzu) - Chapitre 71 : アイドル前線 (Aidoru zensen) - Chapitre 72 : 爆走火車 (Bakusō figuruma) - Chapitre 73 : 厠の怪 (Kawaya no kai) - Chapitre 74 : 日本の化け動物について (Nihon no bake dōbutsu ni tsuite) |                  |                                                                          |                 |                   |
| 10 | 23 août 2013     | 978-4-06-387240-8                                                        |                 |                   |
| Liste des chapitres : - Chapitre 75 : 恐怖屋敷 (Kyōfu yashiki) - Chapitre 76 : 鉄を熱いうちに打つのは大人 (Tetsu o atsui uchi ni utsu no wa otona) - Chapitre 77 : 草葉の陰 (Kusaba no kage) - Chapitre 78 : 悪魔と鬼の外道外交 (Akuma to oni no gedō gaikō) - Chapitre 79 : 芥子という兎 (Keshi to usagi) - Chapitre 80 : 瘟鬼 (Enki) - Chapitre 81 : 雪鬼がやって来る (Yuki oni ga yattekuru) - Chapitre 82 : 美人だとか美人じゃないとか (Bijinda toka bijin janai toka) - Chapitre 83 : どこかしら似ている (Doko kashira nite iru) |                  |                                                                          |                 |                   |

#### Volumes 11 à 20
| no | Japonais         | Japonais                                                                 | Français       | Français |
| no | Date de sortie   | ISBN                                                                     | Date de sortie | ISBN     |
| --- | ---------------- | ------------------------------------------------------------------------ | -------------- | -------- |
| 11 | 22 novembre 2013 | 978-4-06-387269-9 (édition standard) 978-4-06-358463-9 (édition limitée) |                |          |
| Liste des chapitres : - Chapitre 84 : 会社の怪 (Kaisha no kai) - Chapitre 85 : 必殺仕事鬼 (Hissatsu shigoto oni) - Chapitre 86 : むし (Mushi) - Chapitre 87 : 地味庁 (Jimi-chō) - Chapitre 88 : お香姐さん (O Kō nēsan) - Chapitre 89 : エキセントリック不思議妖怪 (Ekisentorikku fushigi yōkai) - Chapitre 90 : 恨みつらみあってこそ (Uramitsurami atte koso) - Chapitre 91 : 休め日本人 (Yasume nihonjin) - Chapitre 92 : 古代エジプトの歩き方 (Kodai Ejiputo no aruki kata) |                  |                                                                          |                |          |
| 12 | 20 décembre 2013 | 978-4-06-387273-6                                                        |                |          |
| Liste des chapitres : - Chapitre 93 : 花粉症 (Kabunshō) - Chapitre 94 : 白山羊スケープ (Shiro yagi sukēpu) - Chapitre 95 : お母さんと大事な子山羊 (Okāsan to daijina ko yagi) - Chapitre 96 : 野干兄妹 (Yakan kyōdai) - Chapitre 97 : あの頃君はドガッてた (Anogoro kimi wa dogatteta) - Chapitre 98 : 三途之川 (Sanzu no kawa) - Chapitre 99 : 芸術は爆発でした (Geijutsu wa bakuhatsudeshita) - Chapitre 100 : 閻魔大王と逸話 (Enma daiō to itsuwa) - Chapitre 101 : 帰れ鶴 (Kaere tsuru) |                  |                                                                          |                |          |
| 13 | 21 février 2014  | 978-4-06-387295-8 (édition standard) 978-4-06-358494-3 (édition limitée) |                |          |
| Liste des chapitres : - Chapitre 102 : 体験一日獄卒 (Taiken tsuitachi gokusotsu) - Chapitre 103 : 瓢箪鯰 (Hyōtan'namazu) - Chapitre 104 : 洋装道楽 (Yōsō dōraku) - Chapitre 105 : 姉 (Ane) - Chapitre 106 : 幽霊さんこんにちは (Yūrei-san kon'nichiwa) - Chapitre 107 : 地獄の犬 (Jigoku no inu) - Chapitre 108 : 山は魔物 (Yama wa mamono) - Chapitre 109 : 墓守アヌビス (Hakamori anubisu) - Chapitre 110 : お迎え課の荼吉尼（１） (Omukae-ka no dakini (1)) |                  |                                                                          |                |          |
| 14 | 23 mai 2014      | 978-4-06-388333-6 (édition standard) 978-4-06-358495-0 (édition limitée) |                |          |
| Liste des chapitres : - Chapitre 111 : お迎え課の荼吉尼（２） (Omukae-ka no dakini (2)) - Chapitre 112 : 学校 (Gakkō) - Chapitre 113 : 十八番がないと辛いアレ (Ohako ga nai to tsura i are) - Chapitre 114 : デザイン兄弟 (Dezain kyōdai) - Chapitre 115 : 避暑地寒冷 (Hisho-chi kanrei) - Chapitre 116 : 毛羽毛現 (Keukegen) - Chapitre 117 : 瑞兆連盟 (Zuichō renmei) - Chapitre 118 : 当たるも八卦、当たらぬも八卦 (Ataru mo hakke, ataranu mo hakke) - Chapitre 119 : 猫集会 (Neko shūkai) |                  |                                                                          |                |          |
| 15 | 22 août 2014     | 978-4-06-388361-9 (édition standard) 978-4-06-358716-6 (édition limitée) |                |          |
| Liste des chapitres : - Chapitre 120 : おとぎ人 (O togi hito) - Chapitre 121 : 地獄温泉 (Jigoku onsen) - Chapitre 122 : 僵尸（１） (Kyōshi (1)) - Chapitre 123 : 僵尸（２） (Kyōshi (2)) - Chapitre 124 : 僵尸（３） (Kyōshi (3)) - Chapitre 125 : 勉強嫌い (Benkyō-girai) - Chapitre 126 : 嫉妬ジェット (Shitto jetto) - Chapitre 127 : 怪奇娯楽 (Kaiki goraku) - Chapitre 128 : 地獄ＲＰＧ ５つの山 (Jigoku RPG itsutsu no yama) |                  |                                                                          |                |          |
| 16 | 21 novembre 2014 | 978-4-06-388393-0 (édition standard) 978-4-06-358717-3 (édition limitée) |                |          |
| Liste des chapitres : - Chapitre 129 : カレーな日 (Karēna hi) - Chapitre 130 : 魔女っ娘とは何ぞや (Majokko to wa nani zoya) - Chapitre 131 : お爺ちゃんとお婆ちゃん (Ojī-chan to oba-chan) - Chapitre 132 : 酒盛って尻切らる (Sakamori tte shiri kiaru) - Chapitre 133 : 動物は恩を忘れない (Dōbutsu wa on o wasurenai) - Chapitre 134 : 要はヒッチコックの映画みたいな地獄 (Yōha hitchikokku no eiga mitaina jigoku) - Chapitre 135 : ポーカーなら無敵 (Pōkānara muteki) - Chapitre 136 : 芥子ちゃん伝説 (Karashi-chan densetsu) - Chapitre 137 : 現世（げんせ）神曲 (Gense shinkyoku)                                                               |                  |                                                                          |                |          |
| 17 | 23 février 2015  | 978-4-06-388426-5 (édition standard) 978-4-06-358718-0 (édition limitée) |                |          |
| Liste des chapitres : - Chapitre 138 : 色・色々 (Iro iroiro) - Chapitre 139 : こんぽんてきに (Kon pon teki ni) - Chapitre 140 : シロの尻が大ピンチ (Shiro no shiri ga dai pinchi) - Chapitre 141 : 鏡 (Kagami) - Chapitre 142 : 職務怠慢 (Shokumu taiman) - Chapitre 143 : ホラーハウス再び (Horāhausu futatabi) - Chapitre 144 : 八寒の芸術 (Wa chikan no geijutsu) - Chapitre 145 : 改めて基本 (Aratamete kihon) - Chapitre 146 : 精進落とし (Shōjin otoshi) |                  |                                                                          |                |          |
| 18 | 22 mai 2015      | 978-4-06-388426-5 (édition standard) 978-4-06-358719-7 (édition limitée) |                |          |
| Liste des chapitres : - Chapitre 147 : 呪いから生まれた怪物達による呪いモノ講座 (Noroi kara umareta kaibutsu-tachi ni yoru noroi mono kōza) - Chapitre 148 : 雀のお宿 (Suzume no o yado) - Chapitre 149 : 妖怪に学んだ男と妖怪を使う女 (Yōkai ni mananda otoko to yōkai o tsukau on'na) - Chapitre 150 : 妖怪を使う女と妖怪側の男 (Yōkai o tsukau on'na to yōkai-gawa no otoko) - Chapitre 151 : Ｄｒ．トリカブト (Dr. Torikabuto) - Chapitre 152 : 女神様は押しが強い (Megami-sama wa oshi ga tsuyoi) - Chapitre 153 : 蕪式百鬼夜行 (Kabu-shiki hyakki yakō) - Chapitre 154 : 根のねずみ (Ne no nezumi) - Chapitre 155 : 食欲の秋 (Shokuyoku no aki) |                  |                                                                          |                |          |
| 19 | 21 août 2015     | 978-4-06-388486-9 (édition standard) 978-4-06-358720-3 (édition limitée) |                |          |
| Liste des chapitres : - Chapitre 156 : 死因 (Shiin) - Chapitre 157 : 縁談破棄 (Endan haki) - Chapitre 158 : お料理ミキちゃん (O ryōri mikichan) - Chapitre 159 : 和風 (Wafū) - Chapitre 160 : 天邪鬼 (Amanojaku) - Chapitre 161 : よきにはからえ (Yoki ni hakarae) - Chapitre 162 : 楽しげな見た目 (Tanoshi-gena mitame) - Chapitre 163 : 結構毛だらけ猫灰だらけ (Kekkōn kedarake neko haidarake) - Chapitre spécial : 面接 (Mensetsu) |                  |                                                                          |                |          |
| 20 | 20 novembre 2015 | 978-4-06-358781-4 (édition standard) 978-4-06-358781-4 (édition limitée) |                |          |
| Liste des chapitres : - Chapitre 164 : 範疇 (Hanchū) - Chapitre 165 : 花咲前線 (Hanasaki zensen) - Chapitre 166 : 花咲犬 (Hanasaki inu) - Chapitre 167 : 覚えられない名前 (Oboe rarenai namae) - Chapitre 168 : 鬼の大虎 (Oni no daitora) - Chapitre 169 : 変態にも一分の魂 (Hentai ni mo ichi-bu no tamashī) - Chapitre 170 : 絡繰補佐官 (Karakuri hosa-kan) - Chapitre 171 : 座敷童子の長い夜 (Zashikiwarashi no nagaiyoru) - Chapitre 172 : 福引 (Fukubiki) |                  |                                                                          |                |          |

#### Volumes 21 à 31
| no | Japonais          | Japonais                                                                 | Français       | Français |
| no | Date de sortie    | ISBN                                                                     | Date de sortie | ISBN     |
| --- | ----------------- | ------------------------------------------------------------------------ | -------------- | -------- |
| 21 | 23 mars 2016      | 978-4-06-358804-0 (édition standard) 978-4-06-358804-0 (édition limitée) |                |          |
| Liste des chapitres : - Chapitre 173 : 檎働く (Kin hataraku) - Chapitre 174 : 人を見たら泥棒と思うのも申し訳ないから難しい (Hito o mitara dorobō to omō no mo mōshiwakenaikara muzukashī) - Chapitre 175 : 焦熱現世 (Shōnetsu utsushiyo) - Chapitre 176 : 骨牌 (Karuta) - Chapitre 177 : 必要経費 (Hitsuyō keihi) - Chapitre 178 : 変装 (Hensō) - Chapitre 179 : 控訴 (Kōso) - Chapitre 180 : おさかな奈落 (O sakana naraku) - Chapitre 181 : 地獄太夫 (Jigoku tayū) |                   |                                                                          |                |          |
| 22 | 22 juillet 2016   | 978-4-06-388618-4 (édition standard) 978-4-06-358827-9 (édition limitée) |                |          |
| Liste des chapitres : - Chapitre 182 : 神聖妖木 (Shinsei yōboku) - Chapitre 183 : 逝き先は地獄の方で宜しかったでしょうか (Iki-saki wa jigoku no katade yoroshikattadeshō ka) - Chapitre 184 : ゲーム (Gēmu) - Chapitre 185 : 要は毒 (Yōha doku) - Chapitre 186 : 像 (Zō) - Chapitre 187 : 無駄なく利用 (Muda naku riyō) - Chapitre 188 : 異種格闘技戦 (Ishu kakutōgisen) - Chapitre 189 : 美の追求者達 (Bi no tsuikyū-sha-tachi) - Chapitre 190 : 求人草子 (Kyūjin zōshi) |                   |                                                                          |                |          |
| 23 | 22 novembre 2016  | 978-4-06-388660-3 (édition standard) 978-4-06-397022-7 (édition limitée) |                |          |
| Liste des chapitres : - Chapitre 191 : 平安じゃない平安貴族歌合 (Heian janai heian kizoku utāwase) - Chapitre 192 : ぐるっと回ってホルスの目 (Gurutto mawatte horusu no me) - Chapitre 193 : 一汁三菜十肉 (Ichi-jū san sai jū niku) - Chapitre 194 : “蜚蠊（ひれん）”だったらまだいい響きだった ("Hiren" dattara mada ī hibikidatta) - Chapitre 195 : 時間 (Jikan) - Chapitre 196 : 東京地獄絵図 (Tōkyō jigoku ezu) - Chapitre 197 : 墓場というなら最期まで (Hakaba to iunara saigo made) - Chapitre 198 : 心霊神霊 (Shinrei shinrei) - Chapitre 199 : なる時はなる (Naru toki wa naru)                                                                                               |                   |                                                                          |                |          |
| 24 | 23 mars 2017      | 978-4-06-388701-3 (édition standard) 978-4-06-397024-1 (édition limitée) |                |          |
| Liste des chapitres : - Chapitre 200 : 子供はマグマ (Kodomo wa maguma) - Chapitre 201 : 強さとは (Tsuyo sato wa) - Chapitre 202 : 鬼の冷や水 (Oni no hiyamizu) - Chapitre 203 : 自由時代 (Jiyū jidai) - Chapitre 204 : 金は六道の廻りもの (Kin wa rokudō no mawari mono) - Chapitre 205 : 歳神様の年末ギフト (Toshi kami-sama no nenmatsu gifuto) - Chapitre 206 : 福袋 (Fukubukuro) - Chapitre 207 : ゴースト・ドラフト (Gōsuto dorafuto) - Chapitre 208 : デジタル亡者一号機は多分もうすぐ現れる (Dejitaru mōja ichi-gōki wa tabun mōsugu arawareru) |                   |                                                                          |                |          |
| 25 | 22 septembre 2017 | 978-4-06-510212-1 (édition standard) 978-4-06-397030-2 (édition limitée) |                |          |
| Liste des chapitres : - Chapitre 209 : 猫の手はそう簡単に貸してくれない (Neko no te wa sō kantan ni kashite kurenai) - Chapitre 210 : 奇奇墓怪怪 (Kiki bo kaikai) - Chapitre 211 : 衆合合戦（１） (Shūgō gassen (1)) - Chapitre 212 : 衆合合戦（２） (Shūgō gassen (2)) - Chapitre 213 : 衆合合戦（３） (Shūgō gassen (3)) - Chapitre 214 : 思うさまの人達 (Omō-sama no hitotachi) - Chapitre 215 : 顔 (Kao) - Chapitre 216 : 御霊嬢またも (Goreijō matamo) - Chapitre 217 : 地獄講演会 (Jigoku kōen-kai) |                   |                                                                          |                |          |
| 26 | 23 mars 2018      | 978-4-06-511108-6 (édition standard) 978-4-06-511304-2 (édition limitée) |                |          |
| Liste des chapitres : - Chapitre 218 : 料理する (Ryōri suru) - Chapitre 219 : ヤンキーの行進曲 (Yankī no māchi) - Chapitre 220 : 心頭滅却 (Shintō mekkyaku) - Chapitre 221 : 楽遊び (Raku asobi) - Chapitre 222 : むじな (Mujina) - Chapitre 223 : 海幸山幸 (Umisachi yamasachi) - Chapitre 224 : 五官 (Gokan) - Chapitre 225 : 部下は辛いよ美味しいよ (Buka wa tsura iyo uma oi shīyo) - Chapitre 226 : チリペッパー姐さん (Chiripeppā nē-san) |                   |                                                                          |                |          |
| 27 | 21 septembre 2018 | 978-4-06-512406-2 (édition standard) 978-4-06-512849-7 (édition limitée) |                |          |
| Liste des chapitres : - Chapitre 227 : 配役次第 (Haiyaku shidai) - Chapitre 228 : 絶対零度老若血戦 (Zettaireido rōnyaku kessen) - Chapitre 229 : 大ホームセンター (Dai hōmusentā) - Chapitre 230 : 美は怖い (Bi wa kowai) - Chapitre 231 : 話を聞くという薬 (Hanashiwokiku to iu kusuri) - Chapitre 232 : 立場 (Tachiba) - Chapitre 233 : 地獄音楽フェス (Jigoku ongaku fesu) - Chapitre 234 : 鬼と悪魔と僵尸と道士 (Oni to akuma to kyōshi to dōshi) - Chapitre 235 : 文字は友達 (Moji wa tomodachi) |                   |                                                                          |                |          |
| 28 | 22 mars 2019      | 978-4-06-514959-1 (édition standard) 978-4-06-515032-0 (édition limitée) |                |          |
| Liste des chapitres : - Chapitre 236 : アニメーションで遊ぼう (Animēshon de asobō) - Chapitre 237 : 大体トトがいれば解決 (Daitai toto ga ireba kaiketsu) - Chapitre 238 : シロが賢い (Shiro ga kashikoi) - Chapitre 239 : 紳士 (Shinshi) - Chapitre 240 : 魔性 (Mashō) - Chapitre 241 : モテるモテぬの人の業 (Moteru motenu no hito no gō) - Chapitre 242 : ふくろさげ (Fuku ro sage) - Chapitre 243 : カタパルト家電会話 (Kataparuto kaden kaiwa) - Chapitre 244 : 祭りの日には何かが起こる (Matsuri no hi ni wa nanika ga okoru) |                   |                                                                          |                |          |
| 29 | 20 septembre 2019 | 978-4-06-514959-1 (édition standard) 978-4-06-515736-7 (édition limitée) |                |          |
| Liste des chapitres : - Chapitre 245 : ムジナイヌ (Mujinainu) - Chapitre 246 : 仕事ができる奴は大概何かの真性 (Shigoto ga dekiru yatsu wa taigai nanika no shinsei) - Chapitre 247 : 接待 (Settai) - Chapitre 248 : 凶霊の日① (Kyō rei no hi ①) - Chapitre 249 : 凶霊の日② (Kyō rei no hi ②) - Chapitre 250 : 補佐官集合 (Hosa-kan shūgō) - Chapitre 251 : ナンジャモンジャの御柱 (Nanjamonja no onhashira) - Chapitre 252 : 難易度エクストリーム (Gaido ekusutorīmu) - Chapitre 253 : 噂の種火 (Uwasa no tanebi) |                   |                                                                          |                |          |
| 30 | 23 mars 2020      | 978-4-06-518876-7 (édition standard) 978-4-06-515737-4 (édition limitée) |                |          |
| Liste des chapitres : - Chapitre 254 : 猪突猛進 (Chototsumōshin) - Chapitre 255 : 為政の狂想曲 (Isei no kyōsōkyoku) - Chapitre 256 : 漢春一我が道を行く (Kan haru ichi waga michi o iku) - Chapitre 257 : どっちもつらいよ (Dotchi mo tsurai yo) - Chapitre 258 : フィクション (Fikushon) - Chapitre 259 : 安定のバー 不安定のカー (Antei no bā fuantei no kā) - Chapitre 260 : 大役だろうが何だろうが (Taiyakudarōga nanidarōga) - Chapitre 261 : ちょっとしたパーティ (Chottoshita pāti) - Chapitre 262 : 毒をもって (Doku o motte) |                   |                                                                          |                |          |
| 31 | 23 septembre 2020 | 978-4-06-520361-3 (édition standard) 978-4-06-515738-1 (édition limitée) |                |          |
| Liste des chapitres : - Chapitre 263 : 猫の紳士は悪気がない (Neko no shinshi wa warugi ga nai) - Chapitre 264 : 名前は言霊 (Namae wa kotodama) - Chapitre 265 : 凶霊と仲間 (Kyō rei to nakama) - Chapitre 266 : 令和桃太郎店 (Ryō wa Momotarō mise) - Chapitre 267 : 檎ちゃんの杖 (Hino-chan no tsue) - Chapitre 268 : 特徴をつけるということ (Tokuchō o tsukeru to iu koto) - Chapitre 269 : 知り合いが一堂に会する機会といえば冠婚葬祭① (Shiriai ga ichidōnikaisuru kikai to ieba kankonsōsai ①) - Chapitre 270 : 知り合いが一堂に会する機会といえば冠婚葬祭② (Shiriai ga ichidōnikaisuru kikai to ieba kankonsōsai ②) - Chapitre 271 : 育成するということ (Ikusei suru to iu koto) |                   |                                                                          |                |          |

### Shiro no Ashiato

#### Volumes 1 à 5
| no | Japonais          | Japonais          |
| no | Date de sortie    | ISBN              |
| -- | ----------------- | ----------------- |
| 1  | 22 novembre 2016  | 978-4-06-393077-1 |
| 2  | 21 juillet 2017   | 978-4-06-393231-7 |
| 3  | 21 septembre 2018 | 978-4-06-513199-2 |
| 4  | 20 septembre 2019 | 978-4-06-516957-5 |
| 5  | 23 septembre 2020 | 978-4-06-520538-9 |

## Œuvres
Kōdansha
Hōzuki no reitetsu
1. 1 2  Tome 1
2. 1 2  Tome 2
3. 1 2  Tome 3
4. 1 2  Tome 4
5. 1 2  Tome 5
6. ↑  Tome 5 Edition limitée
7. 1 2  Tome 6
8. ↑  Tome 6 Edition limitée
9. 1 2  Tome 7
10. 1 2  Tome 8
11. 1 2  Tome 9
12. 1 2  Tome 10
13. 1 2  Tome 11
14. ↑  Tome 11 Edition limitée
15. 1 2  Tome 12
16. 1 2  Tome 13
17. ↑  Tome 13 Edition limitée
18. 1 2  Tome 14
19. ↑  Tome 14 Edition limitée
20. 1 2  Tome 15
21. ↑  Tome 15 Edition limitée
22. 1 2  Tome 16
23. ↑  Tome 16 Edition limitée
24. 1 2  Tome 17
25. ↑  Tome 17 Edition limitée
26. 1 2  Tome 18
27. ↑  Tome 18 Edition limitée
28. 1 2  Tome 19
29. ↑  Tome 19 Edition limitée
30. 1 2  Tome 20
31. ↑  Tome 20 Edition limitée
32. 1 2  Tome 21
33. ↑  Tome 21 Edition limitée
34. 1 2  Tome 22
35. ↑  Tome 22 Edition limitée
36. 1 2  Tome 23
37. ↑  Tome 23 Edition limitée
38. 1 2  Tome 24
39. ↑  Tome 24 Edition limitée
40. 1 2  Tome 25
41. ↑  Tome 25 Edition limitée
42. 1 2  Tome 26
43. ↑  Tome 26 Edition limitée
44. 1 2  Tome 27
45. ↑  Tome 27 Edition limitée
46. 1 2  Tome 28
47. ↑  Tome 28 Edition limitée
48. 1 2  Tome 29
49. ↑  Tome 29 Edition limitée
50. 1 2  Tome 30
51. ↑  Tome 30 Edition limitée
52. 1 2  Tome 31
53. ↑  Tome 31 Edition limitée

Shiro no Ashiato
1. 1 2  Tome 1
2. 1 2  Tome 2
3. 1 2  Tome 3
4. 1 2  Tome 4
5. 1 2  Tome 5

noeve grafx
Hôzuki le stoïque
1. 1 2  Tome 1
2. 1 2  Tome 2